# MAGIX
Magix GmbH & Co. KGaA (de la marque MAGIX) est une holding possédant de nombreuses filiales et de participations en Allemagne et à l'étranger. Les filiales présentent des modèles d'activité variés et relatifs aux logiciels, services en ligne, contenus numériques et divertissement, mais aussi aux investissements immobiliers. Les filiales comptent environ 350 employés.
Jürgen Jaron, Dieter Rein et Erhard Rein créent Magix à Munich en 1993. En 1998, les deux développeurs de logiciels originaires de Dresde Tilman Herberger et Titus Tost s'associent à Magix. La même année, le siège administratif est transféré à Berlin. En 2001, la forme juridique de l'entreprise, alors société à responsabilité limitée est modifiée et MAGIX Technologie GmbH devient Magix AG. Le 6 avril 2006, Magix AG entre en bourse. Les actions de MAGIX AG ont été cotées sur le marché officiel et le segment Prime Standard de la Bourse de Francfort. Après avoir opté pour l'Entry Standard de la bourse allemande en 2012, Magix AG introduit une demande de révocation de l'autorisation de libre échange en mai 2014 et un retrait définitif de la bourse le 30 novembre 2014.

## Les filiales de Magix GmbH & Co. KGaA

### Magix Software GmbH
Magix Software GmbH est la filiale la plus importante de Magix. Il s'agit d'un éditeur de logiciels international spécialiste de programmes et de services multimédias. Le siège social de l'entreprise se trouve à Berlin. Les autres sites se trouvent à Dresde et Lübbecke en Allemagne, à Bologne en Italie, à Boulogne en France, à Huizen aux Pays-Bas, à Hemel Hempstead au Royaume-Uni, à Markham au Canada et à Reno aux États-Unis.

#### Les produits
| Photo & Design           |
| Photo Manager Deluxe     |
| Photostory               |
| Photo & Graphic Designer |
| Photo Premium            |
| 3D Maker                 |
| Page & Layout Designer   |
| Online Print Service     |

| Vidéo                                                          |
| Fastcut                                                        |
| Vidéo easy                                                     |
| SOS Cassettes vidéo!                                           |
| Video Sound Cleanic                                            |
| Movie Edit Touch (Windows 8 et Android)                        |
| Vegas Pro                                                      |
| Vidéo deluxe (nommé Movie Edit Pro (en) en dehors du Français) |

| Musique                                     |
| Music Maker                                 |
| Samplitude Music Studio                     |
| MP3 deluxe                                  |
| SOS Vinyles & K7 audio!                     |
| Audio Cleanic                               |
| Audio & Music Lab Premium                   |
| Audio Cleaner Pro (Mac OS)                  |
| Digital DJ (Windows et Mac OS)              |
| Magix Music Maker (en) (Windows et Android) |

| Produits professionnels |
| Video Pro X             |
| Xara Xtreme             |
| Samplitude              |
| MAGIX Sequoia (it)      |

| Freeware       |
| Photo Designer |
| Photo Manager  |

### Magix Online Services GmbH
Depuis 2004, MAGIX propose des services en ligne tels que l'Album en ligne et Magix Website Maker ainsi que des prestations de service se rapportant au même sujet au travers de Magix Online Services GmbH , spécialement conçue à cet effet. En 2009 apparaît alors Magix Web Designer, un logiciel pour la conception de site Web.

#### Les produits
| Web           |
| Web Designer  |
| Website Maker |
| Online Album  |

### Xara Group Ltd.
En 2007, Magix reprend l'entreprise anglaise Xara Group Ltd. dont le siège sociel se trouve à Hemel Hempstead. Xara développe des logiciels de graphisme et des programmes relatifs à la conception de site Web. Le programme Xara Designer Pro est certainement le plus connu, et existe dans sa 10e Version (septembre 2014).
L'entreprise, fondée en 1981, concevait à l'origine des développements destinés à plusieurs systèmes, par exemple Atari ST, BBC Micro ou encore Acorn Archimedes. ArtWorks date de cette époque et est le prédécesseur direct de Xara Xtreme. Depuis 1996 Xara développe des produits pour Windows. Xara 3D, Xara X ou Xara Xtreme sont également les prédécesseurs des programmes Magix 3D Maker, Magix Photo & Graphic Designer et Xara Designer Pro, aujourd'hui distribués par Magix.
Avec la publication de Magix Web Designer en 2009 apparaît un logiciel spécialement consacré à la création de site Internet. S'ajoute à celui-ci la création de Magix Page & Layout Designer en 2013, un logiciel de DTP.
Dans les pays anglophones, les produits ont continué à porter le nom de la marque Xara.

### mufin GmbH
mufin (prononcé Muffin) est la réduction de Music-Finder. mufin GmbH  est depuis 2007 la propriété exclusive de Magix. 
Les technologies de mufin sont basées sur AudioID, une empreinte acoustique, qui permet la reconnaissance rapide de morceaux de musique et autres signaux audio. AudioID fait partie du standard MPEG-7.
Outre la détection de musique, mufin porte son activité sur la reconnaissance automatique de contenu, qui peut être incorporée en tant que service dans les applications de second écran.

### Catooh Corp./Appic Labs Corp.
En 2007, Magix crée Catooh Corp. à Las Vegas, Nevada, USA. Cette société de capitaux a été inscrite au registre du commerce local le 5 avril 2007. Elle gère le déroulement des transactions financières du service en ligne Catooh, marché de médias numériques exploité par Magix. Cette société fut renommée Appic Labs Corp. en 2013. Depuis, le déroulement des transactions du service en ligne Catooh est assuré par Magix Computer Products International Corp., tandis qu'Appic Labs est responsable du développement et de la commercialisation d'applications photo pour périphériques portables.

### Magix Audio GmbH
Magix Audio GmbH est apparue en 2011. Cette société développe des applications pour périphériques portables, Music Maker Jam pour Windows 8 par exemple, et également pour Android.

### Open Seminar GmbH
L'entreprise Open Seminar GmbH a été fondée en 2011 et exploite le portail provenexpert.com, une plate-forme de marketing de recommandation et d'analyse de satisfaction de la clientèle.

### simplitec GmbH
simplitec GmbH est un fournisseur international de systèmes logiciels. simplitec propose actuellement les produits simplifast, simpliclean et simplisafe, réunis dans simplitec Power Suite, disponible sous forme d'abonnement annuel.

### Bellevue Property GmbH
Bellevue Property GmbH est un promoteur Immobilier possédant des propriétés à Dresde et Berlin.

### Les filiales
Les sociétés suivantes appartiennent intégralement au groupe Magix (au 30 septembre 2013):
- APPIC LABS Corp., Las Vegas, Nevada, USA
- APPIC LABS GmbH, Berlin, Allemagne
- Bellevue Property GmbH, Zossen, Allemagne
- MAGIX Audio GmbH, Berlin, Allemagne
- MAGIX Computer Products International Corp. Reno, Nevada, États-Unis
- MAGIX Entertainment S.A.R.L. Paris, France
- MAGIX Canada
- MAGIX Entertainment S.R.L. Bolzano, Italie
- MAGIX Entertainment B.V. Huizen, Pays-Bas
- MAGIX Limited Hemel Hempstead, Hertfordshire, Grande-Bretagne
- MAGIX Limited Taïwan
- MAGIX Online Services GmbH Berlin, Allemagne
- MAGIX Software GmbH Berlin, Allemagne
- myGOYA GmbH, Zossen, Allemagne
- mufin GmbH Berlin, Allemagne
- OpenSeminar GmbH Berlin, Allemagne
- simplitec GmbH Berlin, Allemagne
- The Xara Group Ltd. Basingstoke, Hampshire, Grande-Bretagne